# Dactylorhiza isculana
Dactylorhiza isculana là một loài thực vật có hoa trong họ Lan. Loài này được Seiser mô tả khoa học đầu tiên năm 2002.